# Pressaspe

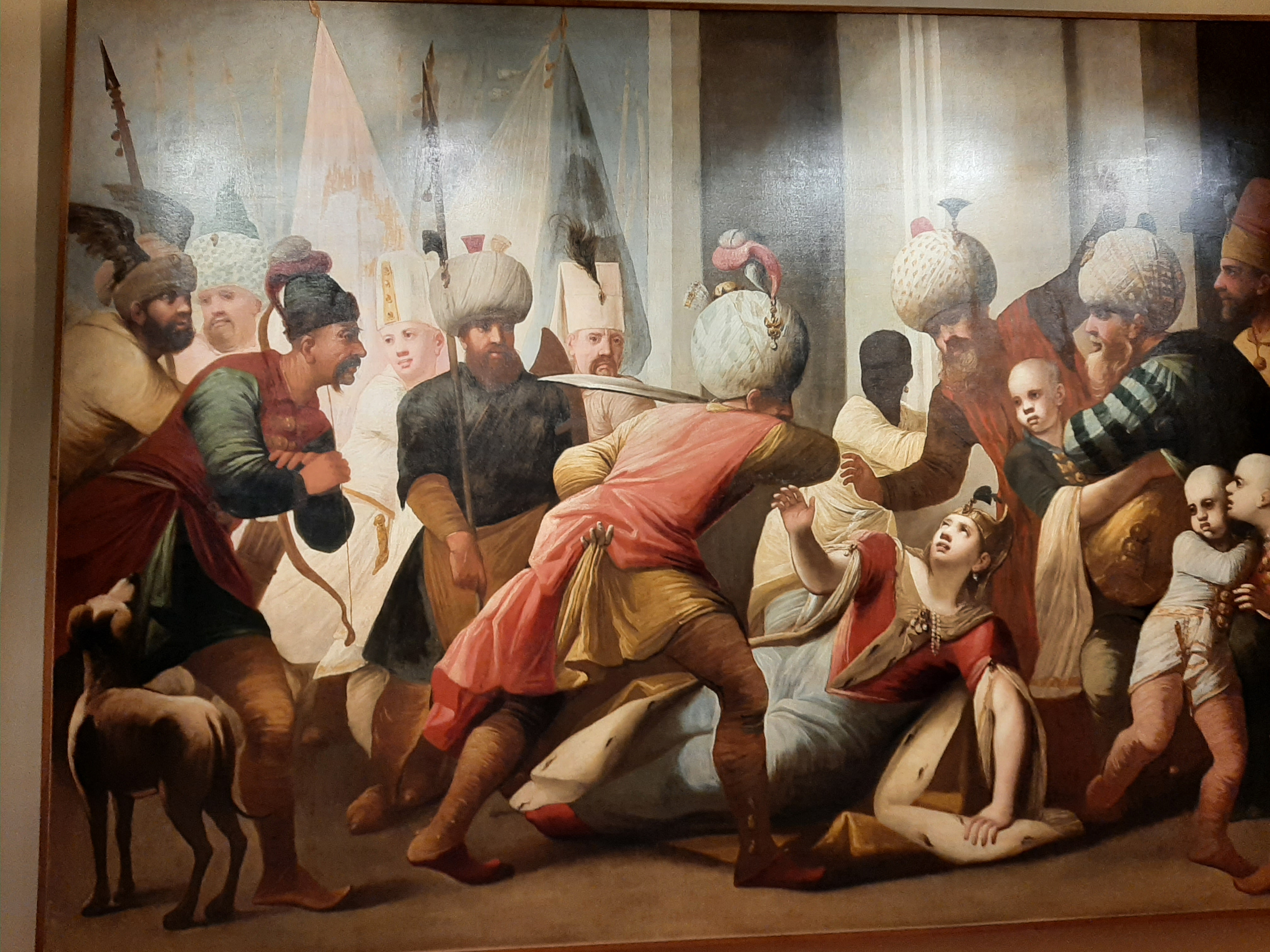
Antonio Cifrondi Cambise ebbro uccide il figlio del suo ministro Pressaspe

Pressaspe (... – 522 a.C.) è stato un generale persiano  del periodo achemenide, al servizio di Cambise II di Persia.

## Biografia
Pressaspe era un fidato generale persiano, noto per la sua lealtà al re dei re. Cambise in un momento di pazzia uccise sotto i suoi occhi il figlio. Pressaspe fu inviato da Cambise ad uccidere il fratello di questi, Smerdi, poiché Cambise temeva ne usurpasse il trono. Pressaspe compì la missione anche se nemmeno Erodoto sapeva esattamente come.
Nel 522 a.C., al momento della rivolta dei sette contro il Mago Smerdi, usurpatore del regno, Pressaspe venne coinvolto dai Magi per confermare davanti a tutti che Smerdi era vivo, ma invece di fare ciò Pressaspe confessò tutta la verità e si gettò dalla torre da cui aveva parlato.